# Baseballový dres

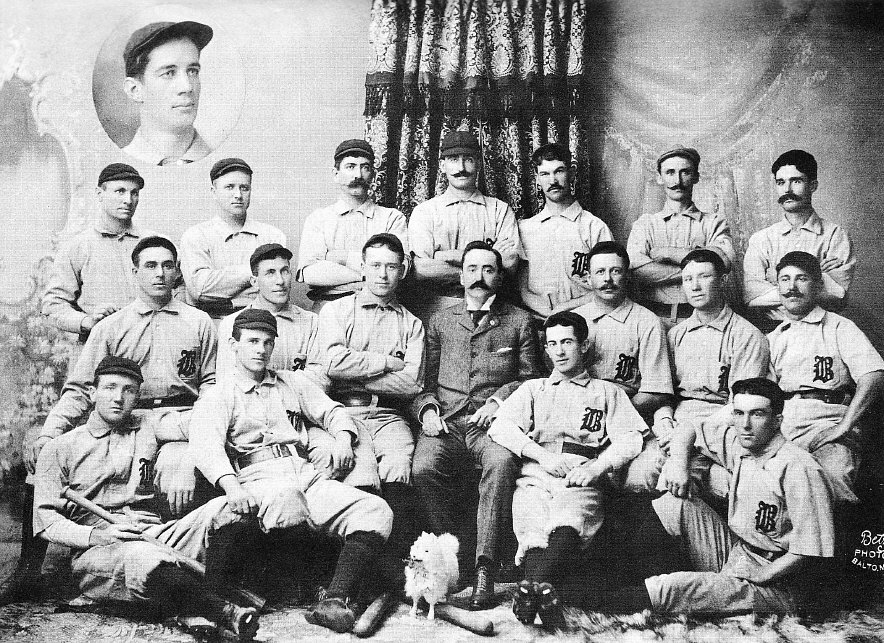
Příklad baseballového týmověho dresu v 19. století (tým Baltimore Orioles rok 1896.)

Baseballový dres je speciální sportovní oděv, který nosí hráči baseballu. Drtivá většina dresů má na sobě vyšité logo klubu, jméno a číslo hráče. Dres tvoří kalhoty, ponožky, čepice, košile, boty a rukavice. Pro rozlišení týmů mají různé barvy a loga.
Dres vyrobený speciálně pro baseball nosil poprvé klub New York Knickerbockers v roce 1849. Kalhoty byly vyrobeny z modré vlny, košile z flanelu a čepice byla slaměná. A od té doby dresy prodělaly mnoho změn. V průběhu let se objevilo mnoho myšlenek na vylepšení.

## Historie

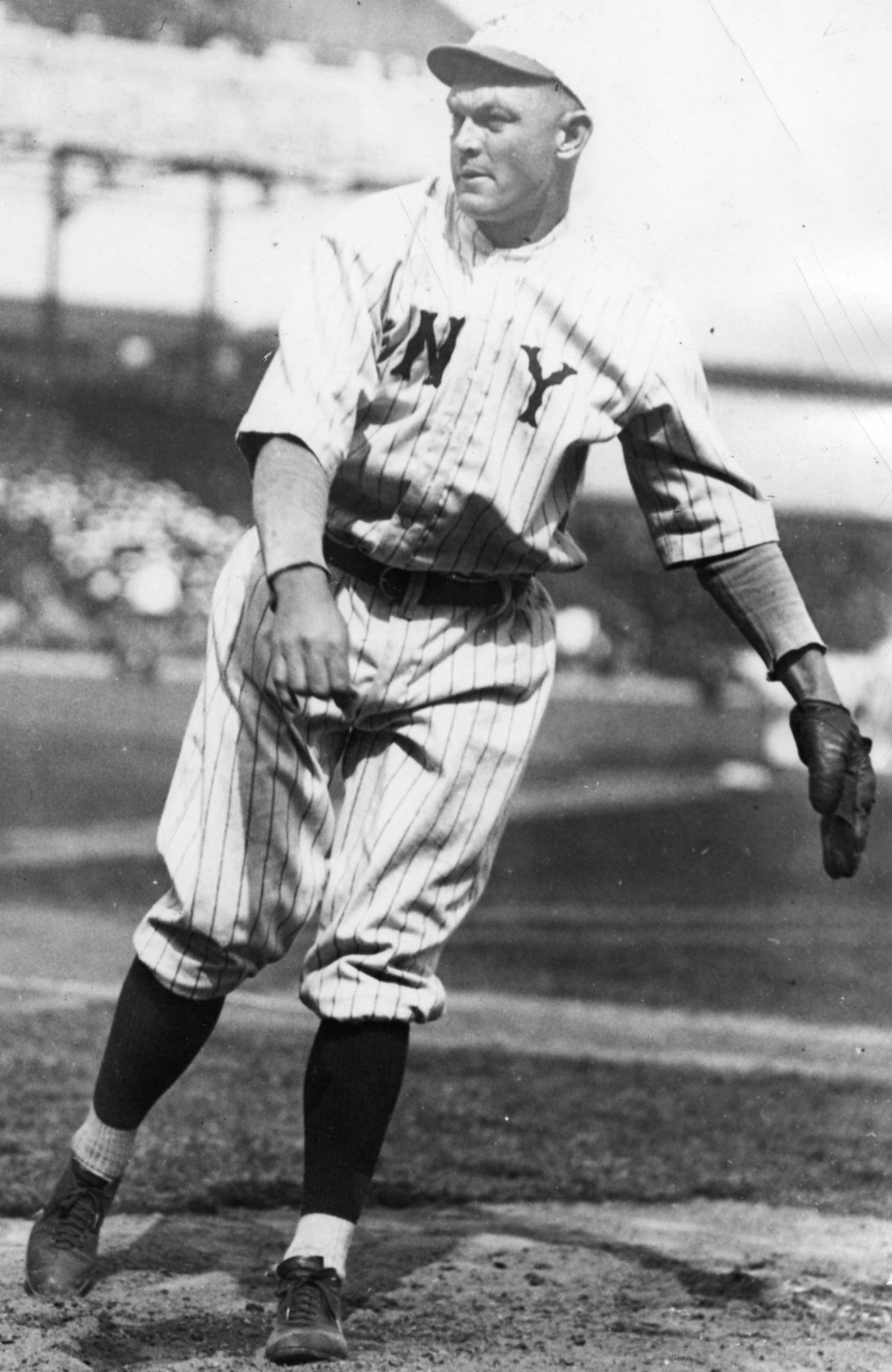
Jeff Tesreau s dresem týmu New York Giants, za něž hrál v rozmezí let 1912-1918

### Vznik
4. dubna 1849, se stal tým New York Knickerbockers historicky prvním týmem, který nosil speciální dres. V roce 1882 se staly součástí dresu punčochy. V sezoně 1888/89 začaly dres nosit i týmy Detroit Wolverines, Washington Nationals z National League aLos Angeles Dodgers z American League. A od roku 1900 dresy nosily všechny týmy z Major League Baseball.

### Doma a venku
V baseballu se pravidlo nošení jiných dresů doma a jiných venku uplatňovalo téměř od začátku. Doma se obvykle nosily šedé dresy, venku pak tmavě modré nebo černé. Modrou použili poprvé hráči Los Angeles Dodgers v roce 1907 a nedlouho poté je napodobili hráči celku San Francisco Giants.